# 297161 Subuchin
297161 Subuchin è un asteroide della fascia principale. Scoperto nel 2008, presenta un'orbita caratterizzata da un semiasse maggiore pari a 2,3489986 au e da un'eccentricità di 0,0685274, inclinata di 5,95743° rispetto all'eclittica.